# Ellesmere Port and Neston
Ellesmere Port and Neston was een Engels district in het graafschap Cheshire en telde 81.672 inwoners (2001). De oppervlakte bedraagt 88,4 km². In april 2009 werd het district opgeheven en ging op in de unitary authority Cheshire West and Chester.
Van de bevolking is 16,3% ouder dan 65 jaar. De werkloosheid bedraagt 3,2% van de beroepsbevolking (cijfers volkstelling 2001).

## Plaatsen in district Ellesmere Port and Neston
- Ellesmere Port
- Neston